# Cardinalis phoeniceus
Cardeal-caribenho ou cardeal-vermelho (Cardinalis phoeniceus) é uma espécie de ave da família Fringillidae.
Pode ser encontrada nos seguintes países: Colômbia e Venezuela.
Os seus habitats naturais são: matagal árido tropical ou subtropical.